# Міжнародно-правове визнання

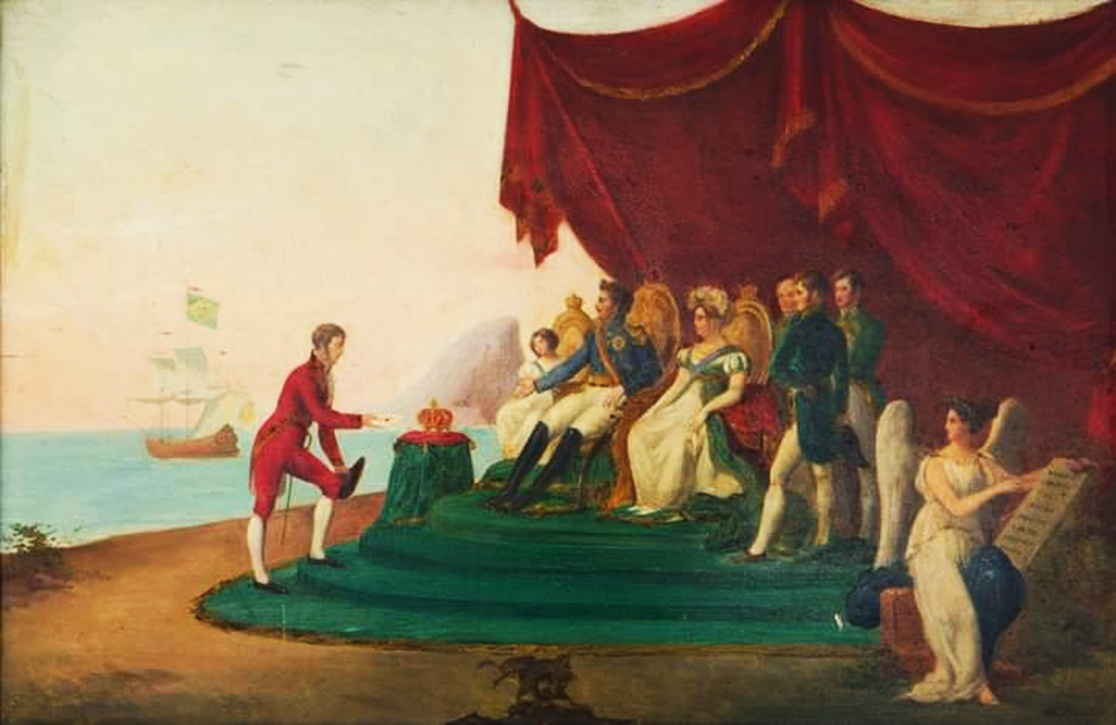
Алегорія визнання Бразильської імперії та. На картині зображено британського дипломата, який вручає вірчу грамоту імператору Бразилії Педру I, якого оточують його дружина Марія Леопольдіна, їхня дочка Марія да Глорія (пізніше королева Португалії Марія II) та інші високопоставлені особи. Праворуч крилата фігура, яка представляє Історію, вирізьблює «велику подію» на кам’яній таблиці.

Міжнародно-правове визнання — односторонній акт держави, яким юридично визнається виникнення нового суб'єкта міжнародного права з метою встановлення з ним дипломатичних або інших відносин. Визнання нових держав або урядів є виключною прерогативою інших суверенних держав.

## Види
Основні види міжнародно-правового визнання наступні.
- Визнання держави (державоподібного суб'єкта міжнародного права). Визнання держави, що було здійснене іншою державою, свідчить про те, що нова держава визнається незалежною і суверенною державою, повноправним учасником міжнародних відносин.
- Визнання уряду (у тому числі й уряду у вигнанні або такого, що ще не володіє реальною державною владою, але має намір володіти нею у майбутньому). Таке визнання свідчить про те, що новий уряд тепер розглядається як законний уряд даної держави, що представляє його на міжнародній арені. Питання про таке визнання може виникати при революціях або переворотах, але практично ніколи не виникає при звичайній зміні влади в тій чи іншій країні, наприклад в результаті демократичних виборів.
- Визнання повсталої (воюючою) сторони.
- Визнання націй чи національно-визвольних рухів, які борються за незалежність.
- Визнання організацій опору.

## Теорії
При визнанні нових держав у міжнародній практиці застосовуються дві протилежні одна одній теорії: конститутивна і декларативна. У відповідністю з першою теорією тільки визнання створює нову державу як суб'єкт міжнародного права; визнання має ключове значення при набутті державою міжнародної правосуб'єктності. Друга теорія говорить про те, що достатньо лише самого факту проголошення нової держави, щоб у нього з'явилася міжнародна правосуб'єктність, при цьому акт міжнародного визнання всього лише констатує цю подію.

## Форми
Існують наступні форми міжнародного визнання:
- Визнання де-юре — повне офіційне визнання держав (державоподібних суб'єктів міжнародного права) або їх урядів. Встановлення чи підтримка дипломатичних відносин завжди свідчить про таке визнання, хоча не є обов'язковим для нього.
- Визнання де-факто — неповне і неостаточне визнання. При такому визнання дипломатичні відносини не можуть бути встановлені, проте укладаються двосторонні торговельні, фінансові, освітні, екологічні та інші угоди. Застосовується, коли у держави, що здійснює визнання, немає впевненості в міцності нового суб'єкта міжнародного права, або коли сам суб'єкт себе вважає тимчасовим утворенням. При цьому слід зазначити, що на відміну від двосторонніх угод, сам факт участі двох держав в одному багатосторонньому міжнародному договорі або міжнародній організації не може свідчити про їх взаємне визнання в будь-якій формі.
- Визнання ad hoc — разове тимчасове визнання, коли такий акт має вимушений характер для того, щоб вирішити конкретні питання між державами, які офіційно не бажають визнавати одна одну.

## Виноски
1. ↑  Schwarcz, Lilia Moritz (1998). As barbas do imperador : D. Pedro II, um monarca nos trópicos . São Paulo: Companhia das Letras. с. 181. ISBN 85-7164-837-9.
2. ↑  Держави-члени ООН: Про членство [Архівовано 31 липня 2012 у Wayback Machine.] (рос.)